# Itasha
Itasha (痛車) est une expression désignant un véhicule couverte avec des dessins de personnages d'animation.

## Principe
Cela consiste à coller sur une voiture des stickers à l’effigie de personnages d'animations. Cela peut s'appliquer sur des voitures. Lorsque c'est appliqué sur des vélos, il est question d'itachari (d). Lorsque c'est appliqué sur des motos, il est question d'itansha.

## Historique
Cette mode apparaît dans les années 1980.
En 2014, une étude démontre cette mode a un impact positif sur le tourisme dans les localités où se déroulent les œuvres représentées.

## Galerie

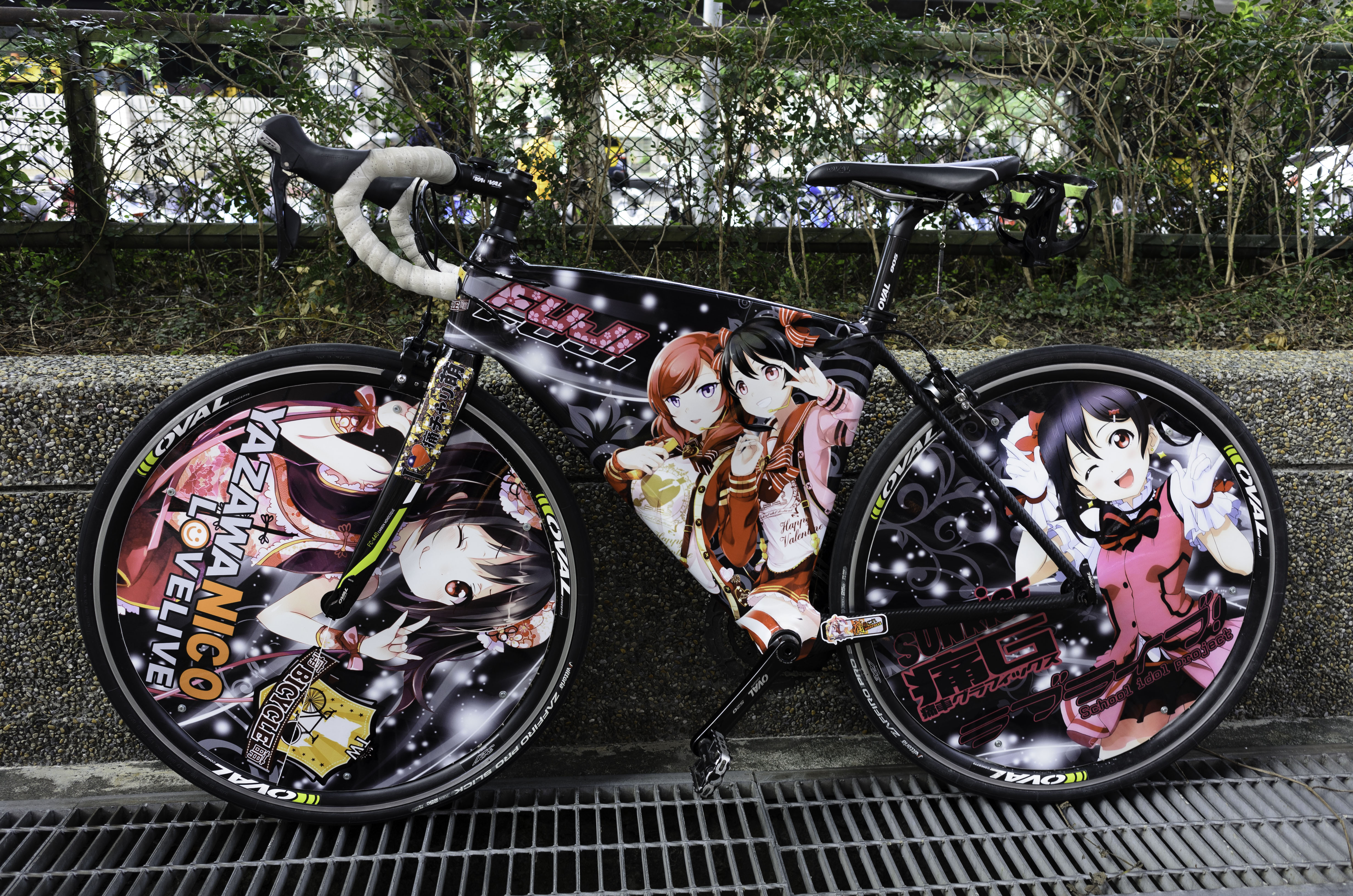
Itachari avec les personnages de Maki Nishikino et Nico Yazawa.
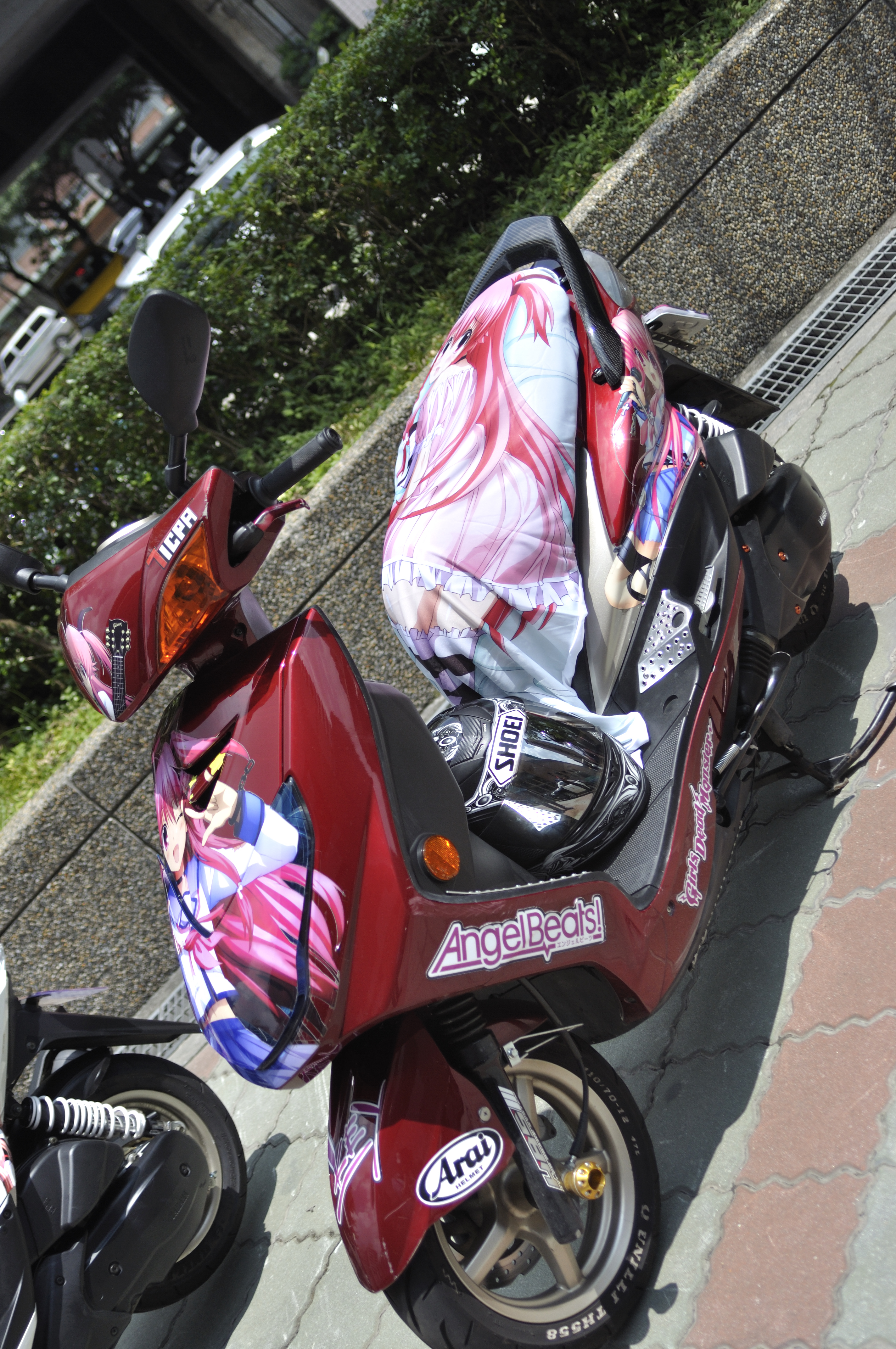
Moto itansha avec des personnages de Angel Beats!.
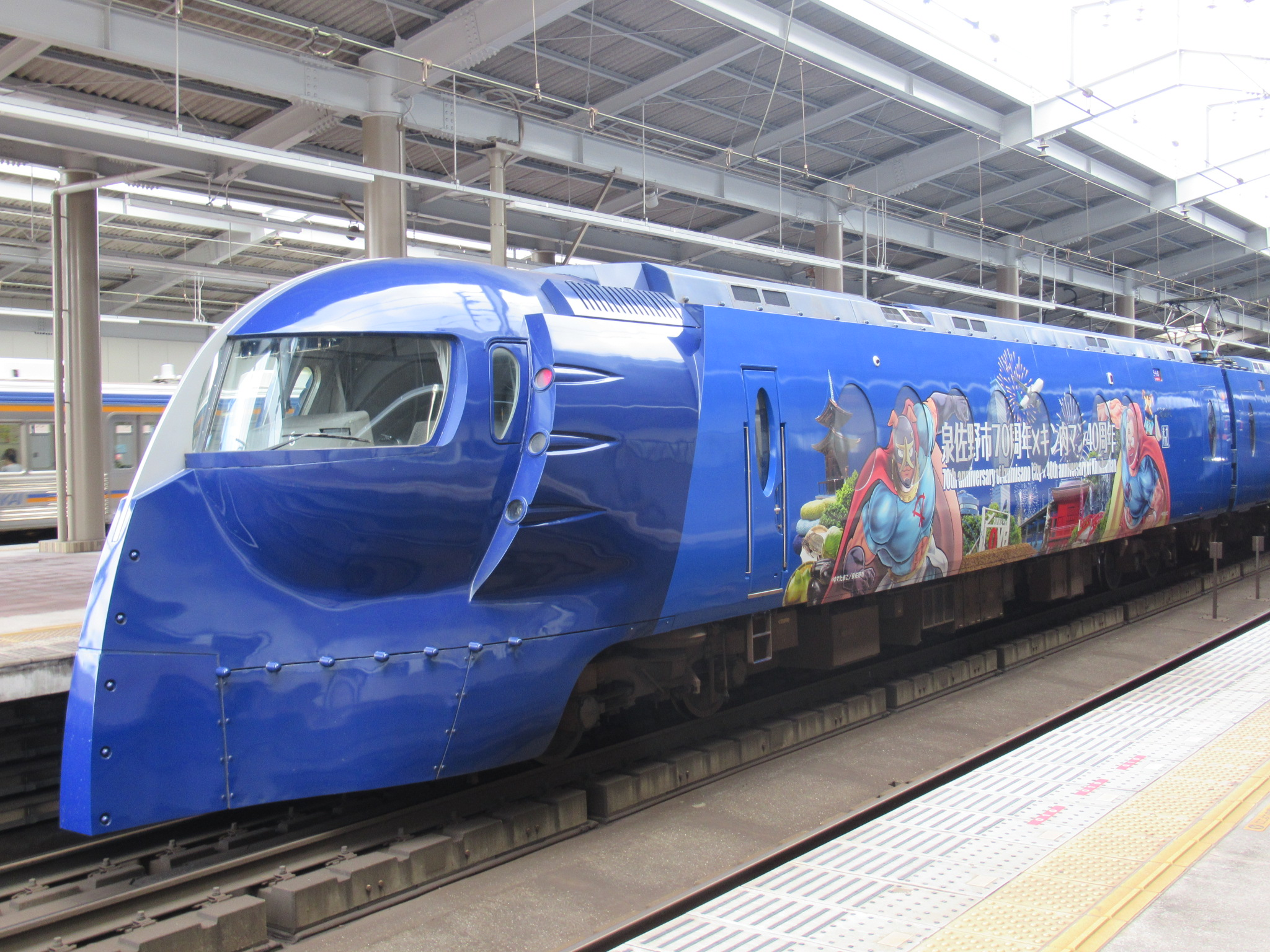
Train avec des personnages de Kinnikuman.